# Eiserbachtal mit Nebenbächen
Das Naturschutzgebiet Eiserbachtal mit Nebenbächen liegt im Gemeindegebiet Simmerath, südwestlich von Rurberg und oberhalb der Stauanlage Eiserbach, eine Vorsperre der Rurtalsperre.

## Beschreibung
Der Eiserbach durchfließt bis zur Mündung in den Rursee ein tief eingeschnittenes Kerb- und Kerbsohlental. Die Talhänge sind bewaldet, das Grünland im Talgrund liegt brach. Die Quellbereiche von Haupt und Nebenbächen liegen in beweidetem Grünland, mit alten Hecken aus Buchen und Schlehen. Weiter bachabwärts sind Kolke und kleine Kaskaden im Bachbett. In den Grünlandbrachen des mittleren Bachabschnitts sind Pestwurz und Mädesüßflure, Auch Adlerfarne und Staußgrasrasen hat sich angesiedelt. Der felsige Südhang ist mit  Moosen und Flechten überzogenen, auf den Schieferfelsgraten und Kuppen wächst ausgedehnter, bodensaurer Traubeneichenwald mit geschlossener, artenarmer Krautschicht.  Am Fuß des Nordhanges findet man schmale Reste von alten Buchenwald mit anspruchsvoller Krautschicht.

## Schutzzweck
Diese Biotoptypen sind in diesem Gebiet anzutreffen: Quellen, Nass- und Feuchtgrünland, naturnahe unverbaute Bachabschnitte, an der Oberfläche anstehende Felsen  sowie Auwälder.